# USS California (BB-44)
El USS California (BB-44) fue uno de los dos acorazados de la clase Tennessee botados poco después del fin de la Primera Guerra Mundial para la Armada de los Estados Unidos. Fue el quinto buque en recibir el nombre del estado de California. Operó en el océano Pacífico durante toda su carrera y durante dos décadas fue buque insignia de la Flota del Pacífico. Fue uno de los acorazados hundidos en su lugar de amarre durante el ataque japonés a Pearl Harbor, Hawái, el 7 de diciembre de 1941. Reflotado y reparado, pudo continuar en servicio durante el resto de la Segunda Guerra Mundial, hasta ser dado de baja en 1947. Fue vendido para desguace en 1959.